# Аспре-Саррат
Аспре́-Сарра́т (фр. Aspret-Sarrat, окс. Aspreth e eth Sarrat) — коммуна во Франции, находится в регионе Юг — Пиренеи. Департамент — Верхняя Гаронна. Входит в состав кантона Сен-Годенс. Округ коммуны — Сен-Годенс.
Код INSEE коммуны — 31021.

## География

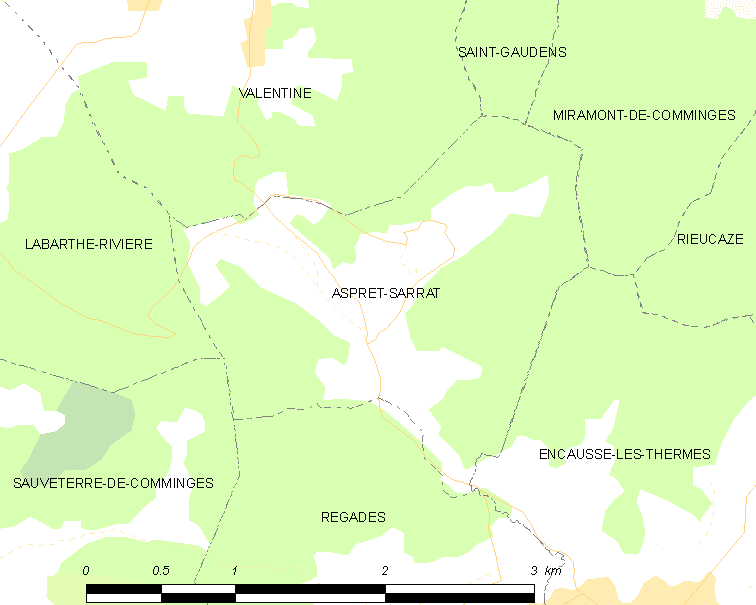
Карта коммуны

Коммуна расположена приблизительно в 660 км к югу от Парижа, в 85 км к юго-западу от Тулузы.
Около половины территории коммуны занимают леса.

## Климат
Климат умеренно-океанический. Зима мягкая и снежная, весна характеризуется сильными дождями и грозами, лето сухое и жаркое, осень солнечная. Преобладают сильные юго-восточные и северо-западные ветры.

## Население
Население коммуны на 2010 год составляло 153 человека.
| 1962 | 1968 | 1975 | 1982 | 1990 | 1999 | 2010 |
| ---- | ---- | ---- | ---- | ---- | ---- | ---- |
| 68   | 53   | 68   | 77   | 96   | 97   | 153  |

## Экономика
В 2010 году среди 112 человек трудоспособного возраста (15—64 лет) 77 были экономически активными, 35 — неактивными (показатель активности — 68,8 %, в 1999 году было 82,8 %). Из 77 активных жителей работали 63 человека (31 мужчина и 32 женщины), безработных было 14 (9 мужчин и 5 женщин). Среди 35 неактивных 19 человек были учениками или студентами, 9 — пенсионерами, 7 были неактивными по другим причинам.

## Достопримечательности
- Церковь Сен-Фьякр